# Джейсон Цвейг
Джейсон Цвейг  (англ. Jason Zweig)  – американський журналіст, особистий фінансовий оглядач «The Wall Street Journal», редактор видання Бенджаміна Грехема «Розумний інвестор» (1949), та автор книги «Ваші гроші і Ваш мозок» («Your Money and Your Brain», «Simon & Schuster» - 2007). Його праці по праву вважаються культовими книгами серед фахівців з інвестицій. Також є дописувачем журналів «Money», «Time», «Financial History», «The Journal of Behavioral Finance» та сайту cnn.com.

## Біографія
Вищу освіту (ступінь бакалавра) Джейсон отримав в Колумбійському коледжі (Columbia College); за успіхи в навчанні був відзначений національною стипендією імені Джона Джея (John Jay National Scholarship). Надалі Цвейг провів рік в Єрусалимі (Jerusalem), вивчаючи історію та культуру Середнього Сходу, навчаючись в Єврейському Університеті (Hebrew University).
З 1987 по 1995 рік Цвейг був редактором пайових фондів в «Forbes».
В журнал «Money» Цвейг влаштувався в 1995-му. До цього він якийсь час працював в інвестиційному підрозділі «Forbes». Ще до «Forbes» Джейсон займав пост репортера-дослідника в економічно-діловому розділі «Time» та посаду помічника редактора. Його статті також друкувалися в журналі «Africa Report».
Наразі Джейсон Цвейг регулярно виступає з промовами на телебаченні та радіо, а також на різних громадських заходах - засіданнях Американської асоціації індивідуальних інвесторів (American Association of Individual Investors), Інституту Аспена (Aspen Institute), Інституту CFA (CFA Institute), інвестиційної конференції «Morningstar» (Morningstar Investment Conference). Виступи Цвейга регулярно слухають студенти Гарварду (Harvard), Оксфорда (Oxford) і Стенфорда (Stanford).

## Факти
Кілька років Джейсон займав посаду куратора Музею Американських Фінансів (Museum of American Finance) - одного з дочірніх проектів Смітсонівського Інституту (Smithsonian Institution).
Всупереч поширеній думці, Джейсон не є родичем відомого менеджера, бізнесмена, фінансиста Мартіна Цвейга (Martin E. Zweig).
Книгу «Розумний інвестор. Стратегія вартісного інвестування» перекладено та опубліковано українською мовою видавництвом «Наш Формат» 2019 році.